# Domingos Sequeira
Domingos Sequeira (n. 10 martie 1768, Santa Maria de Belém⁠(d), Districtul Lisabona, Portugalia – d. 7 martie 1837, Roma, Statele Papale) a fost un faimos pictor portughez de la curtea regelui Ioan al VI-lea al Portugaliei.

## Biografie
S-a născut în Belém, Lisabona, într-o familie modestă. Ulterior, el și-a schimbat numele de familie din Espírito Santo în numele mai aristocratic Sequeira. A studiat arta mai întâi la academia din Lisabona, înainte de a se muta la Roma, unde a fost elevul lui Antonio Cavallucci.
Până la vârsta de treisprezece ani, el a evidențiat un talent atât de important încât F. de Setubal l-a angajat ca asistent în activitatea sa pentru Palatul João Ferreiras. Sequeira a locuit la Roma din 1788 până în 1794, când a devenit membru de onoare al Academiei Sf. Luca. După alți doi ani și mai multe studii în Italia, s-a întors în țara natală cu o reputație atât de mare, încât i s-au încredințat imediat comenzi importante pentru biserici și palate: subiecte scripturale, compoziții istorice mari și tablouri de cabinet.
În 1802, a fost numit primul pictor al curții și, în acest rol, a executat numeroase lucrări pentru domnitorul regent, pentru Dona Maria Teresa și pentru membrii curții. El a proiectat serviciul de argint, care a fost prezentat de națiunea portugheză lui Wellington, și un monument care a fost ridicat în 1820 în piața Rossio de la Lisabona. În 1823, a vizitat Parisul, unde se cunoaște că și-a încercat talentul în litografie și gravură. În 1825, a pictat „Moartea lui Camões”, care a fost considerat de mulți drept primul tablou proto-romantic sau romantic portughez.
Ultimii ani din viață i-a petrecut la Roma, dedicându-se în principal subiectelor devoționale și îndatoririlor sale de șef al Academiei Portugheze. El a văzut o expoziție a lui Turner la sfârșitul anilor 1820, care i-a servit ca inspirație pentru unele dintre cele mai bune picturi ale sale, precum „Adoração dos Magos” (1828). A murit la Roma în 1837.

## Opera
Printre cele mai cunoscute tablouri ale sale se numără Miracolul lui Ourique, Prințul Ioan vizitând trupele de la Azumbuja și Adorația magilor. Numeroase tablouri realizate de Sequeira sunt păstrate la Palatul Național Mafra, Palatul Național Ajuda și în palatele și bisericile importante din Lisabona. Muzeul Național al Artei Antice din Lisabona are una dintre cele mai bune colecții ale picturilor sale.

## Galerie

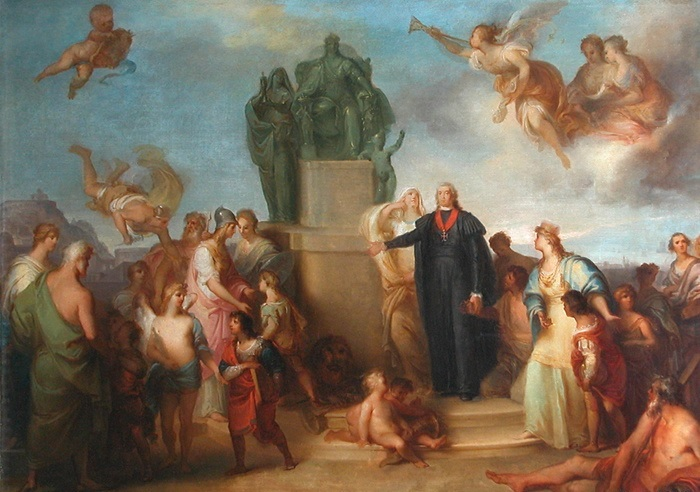
Alegoria à Fundação da Casa Pia, 1792-1794 (Musee du Louvre)
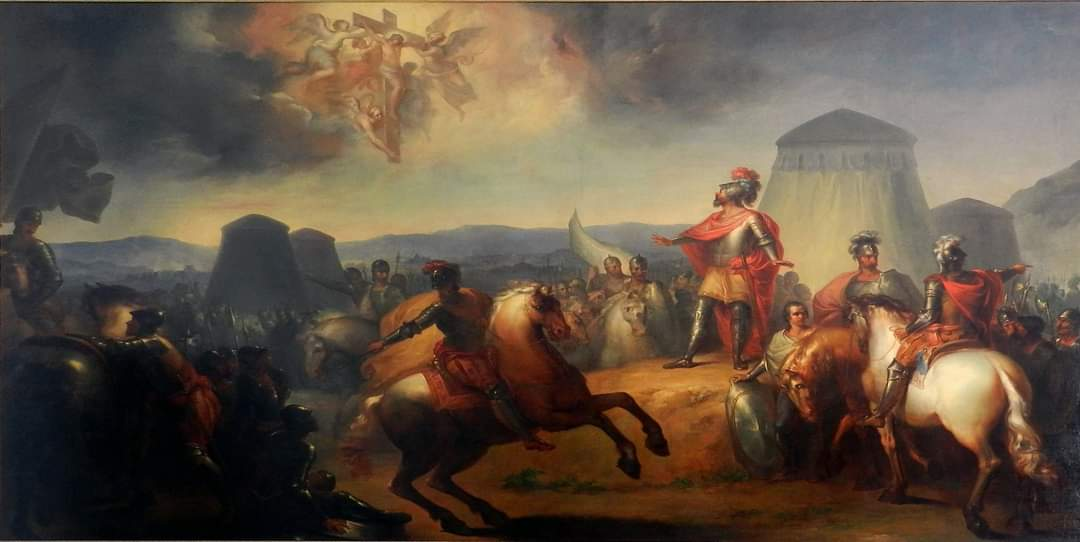
O Milagre de Ourique, 1793 (Musée Louis-Philippe)
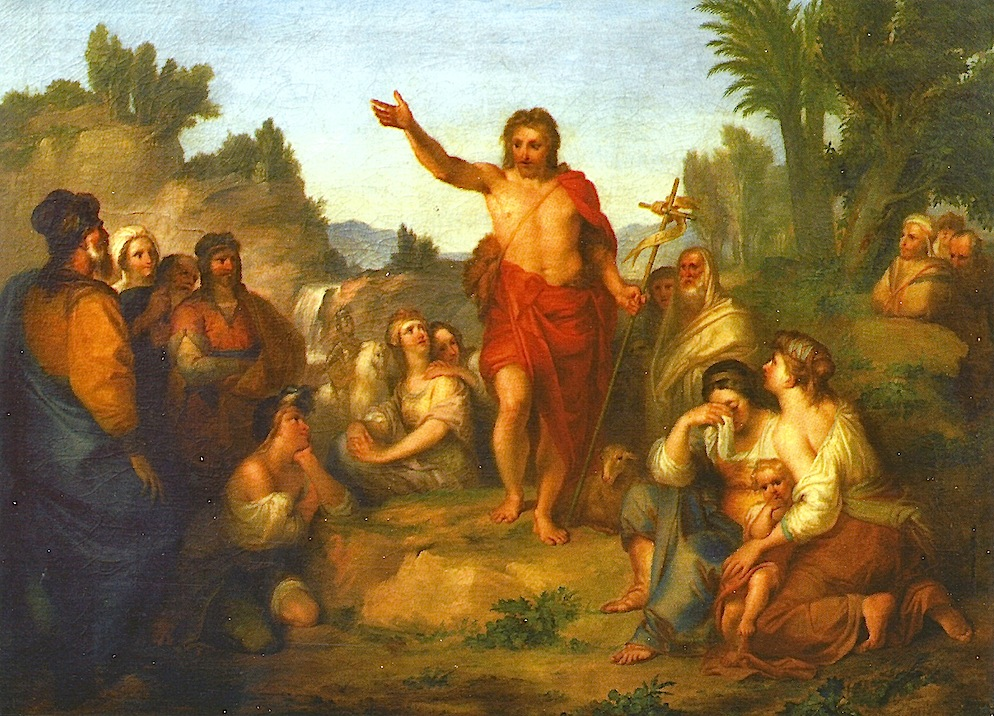
Pregação de S. João Baptista, 1793 (Ducal Palace of Vila Viçosa)
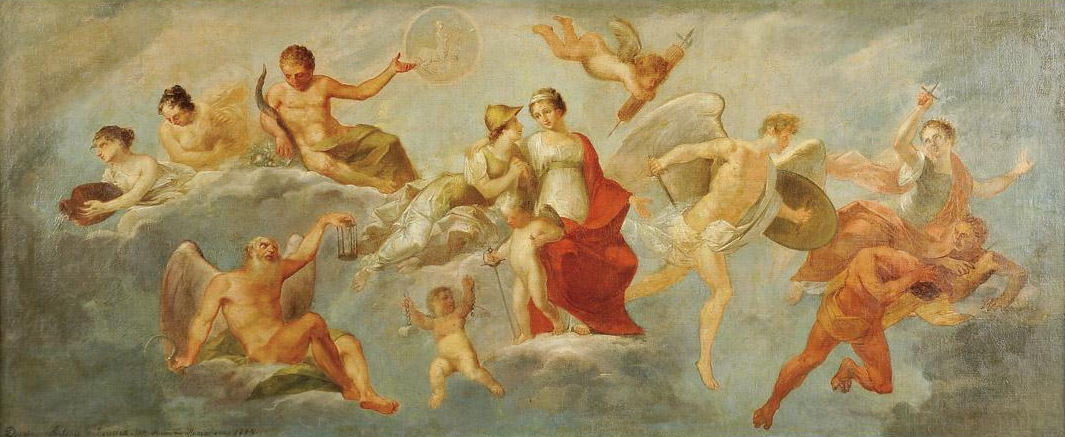
Deuses no Olimpo, 1794
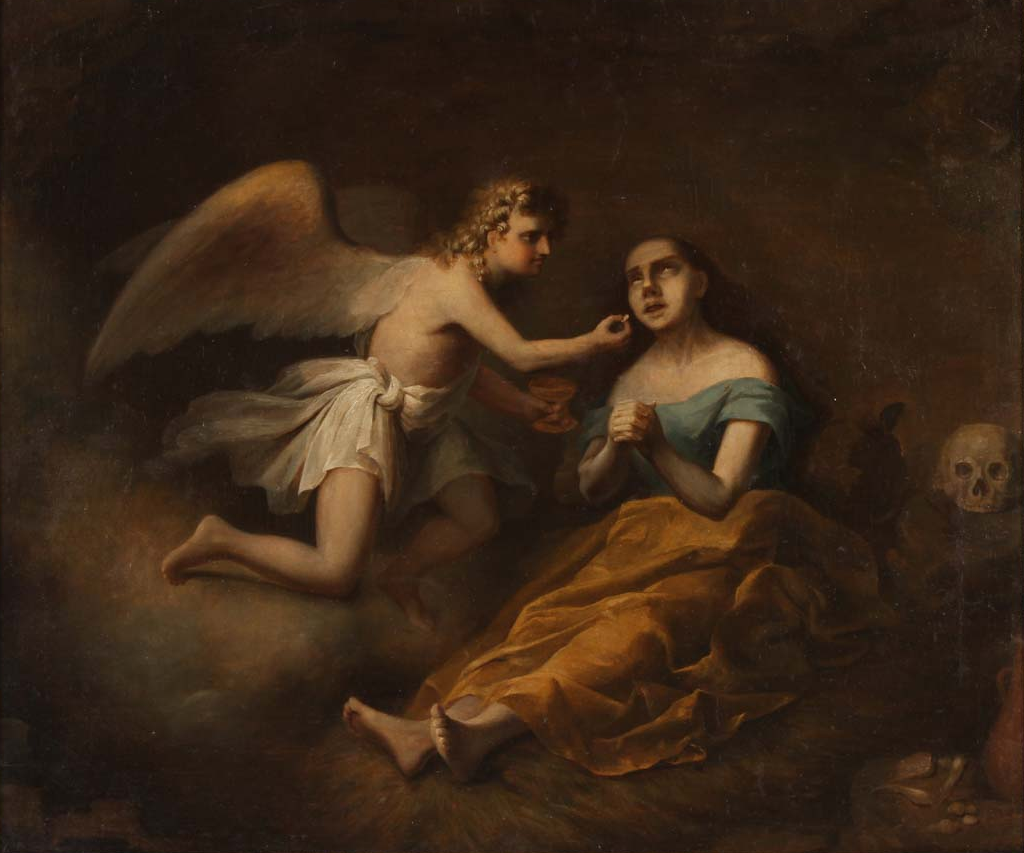
Última Comunhão de Santa Maria Madalena, c. 1800
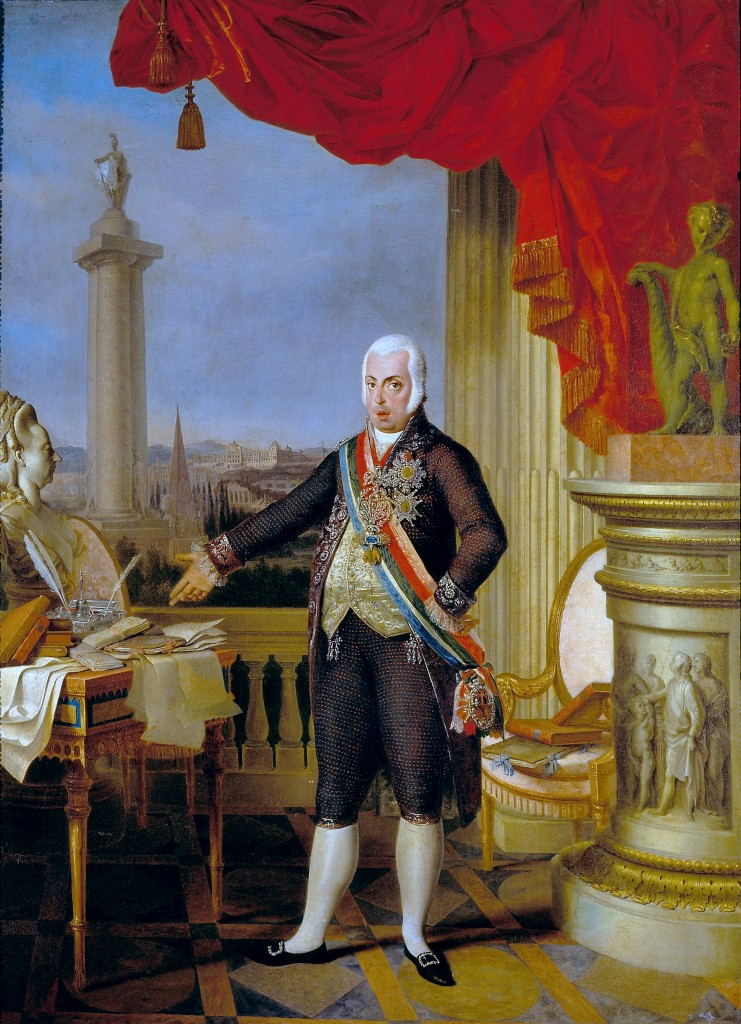
Príncipe Regente, João, 1802 (Ajuda National Palace)
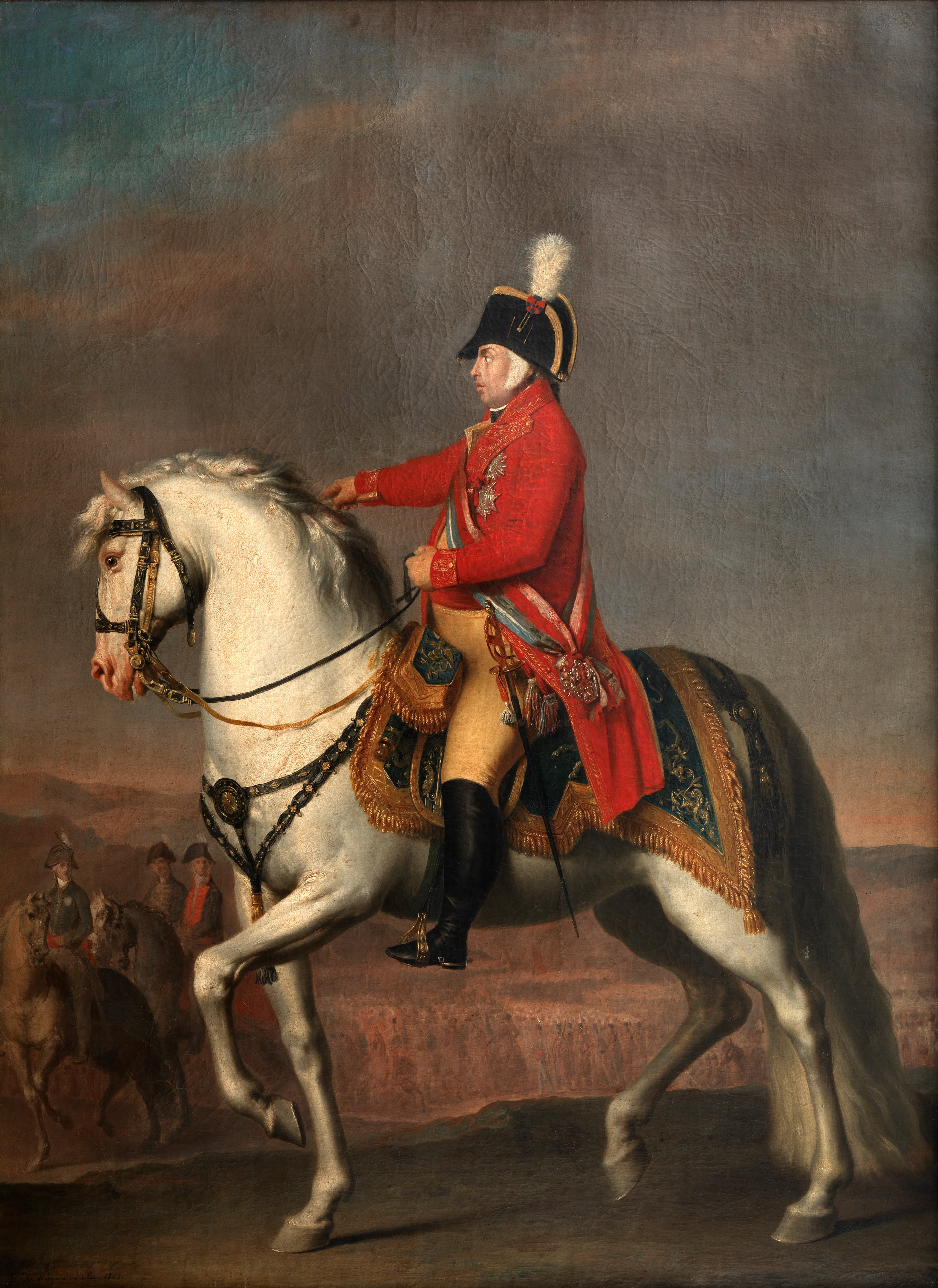
O Príncipe Regente passando revista às tropas na Azambuja, 1803 (Queluz National Palace)
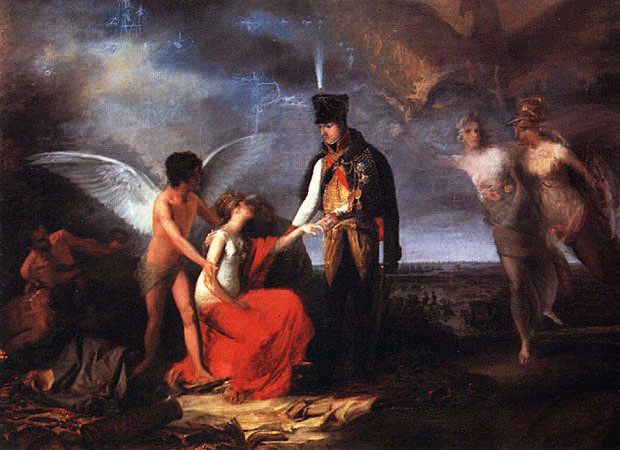
Junot protegendo a cidade de Lisboa, 1808 (Museu Nacional Soares dos Reis)
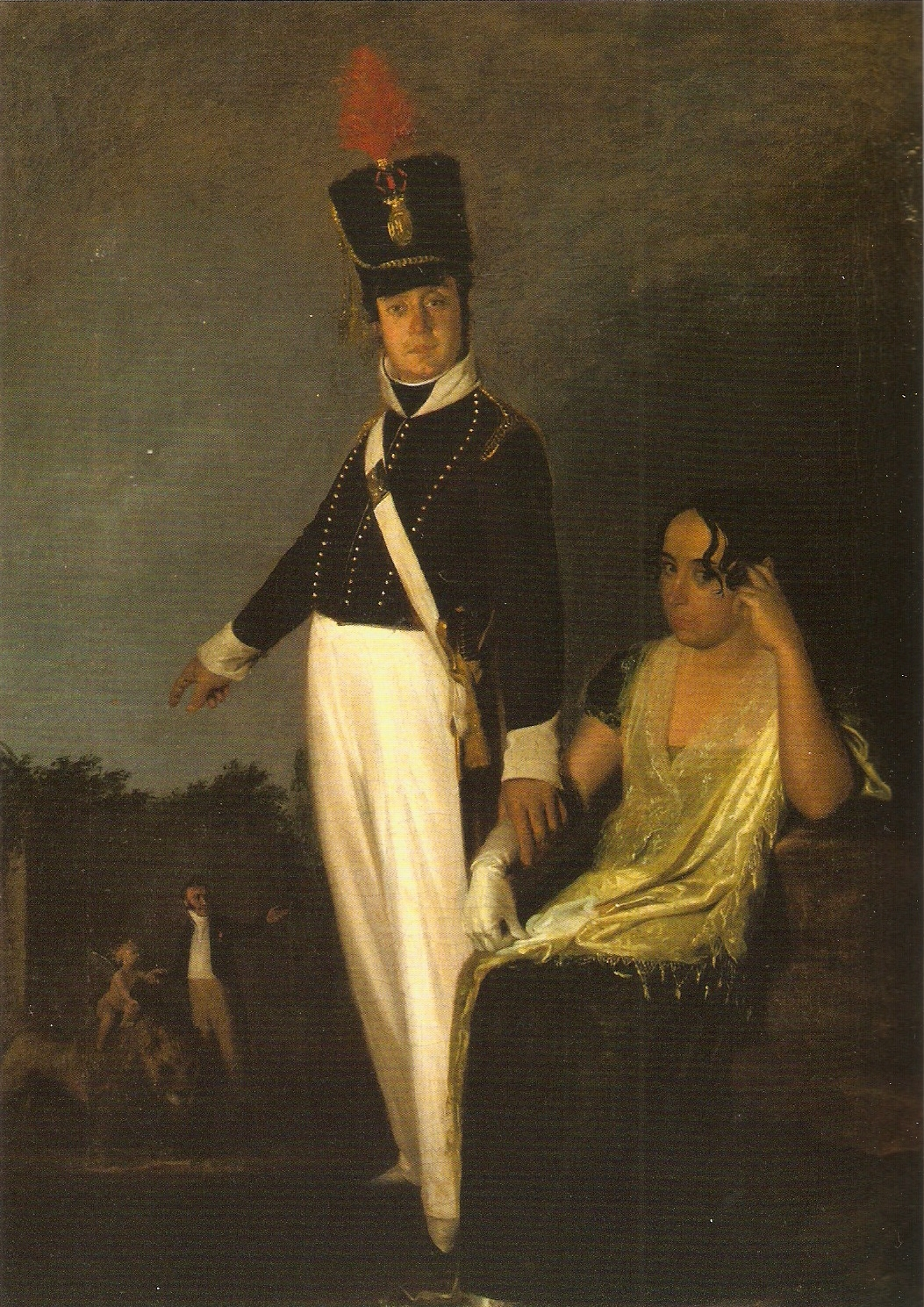
João Baptista Verde e Mariana Benedita, 1809  (Museu Nacional de Arte Antiga)
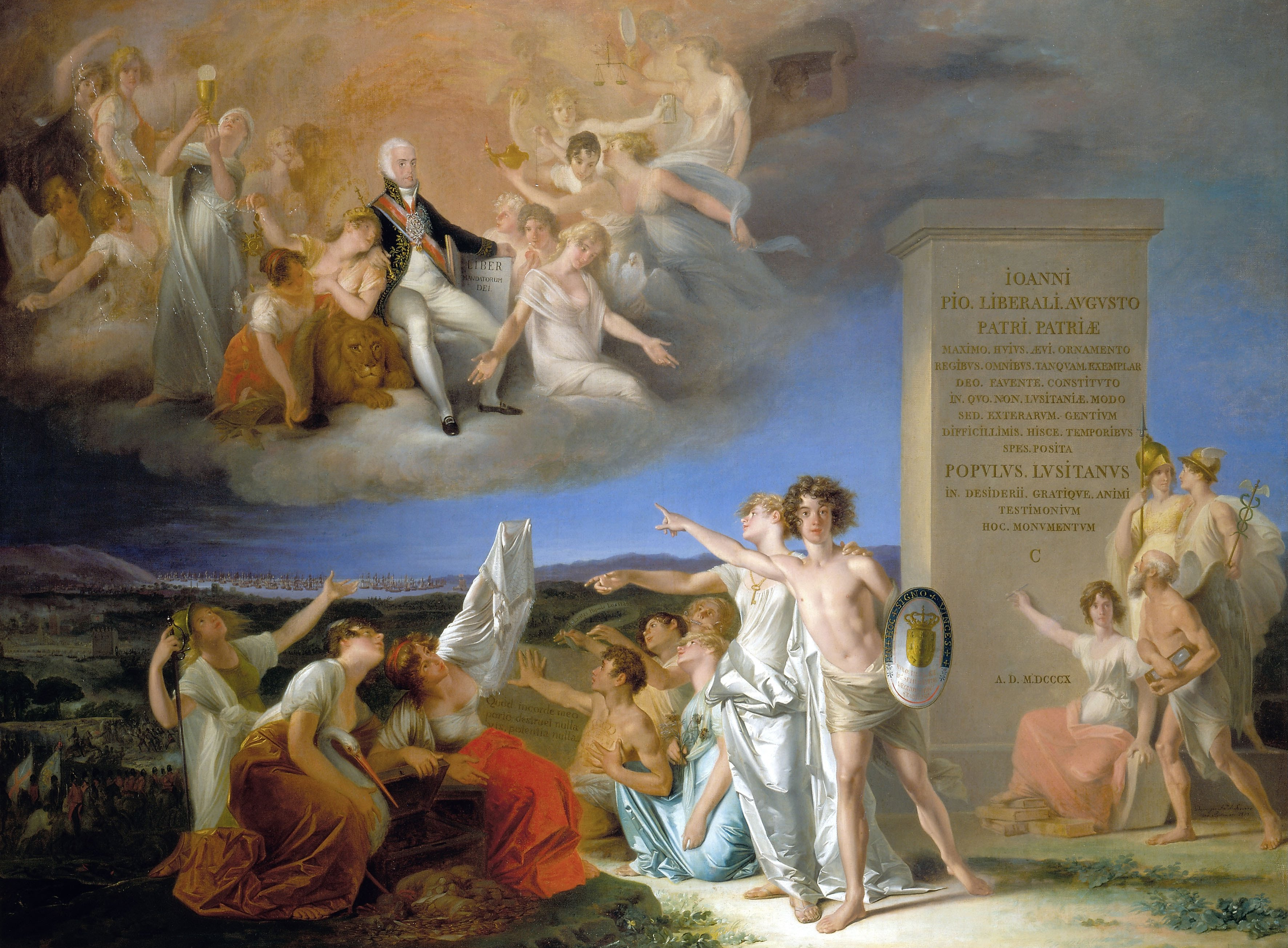
Alegoria às virtudes de D. João VI, 1810 (Queluz National Palace)
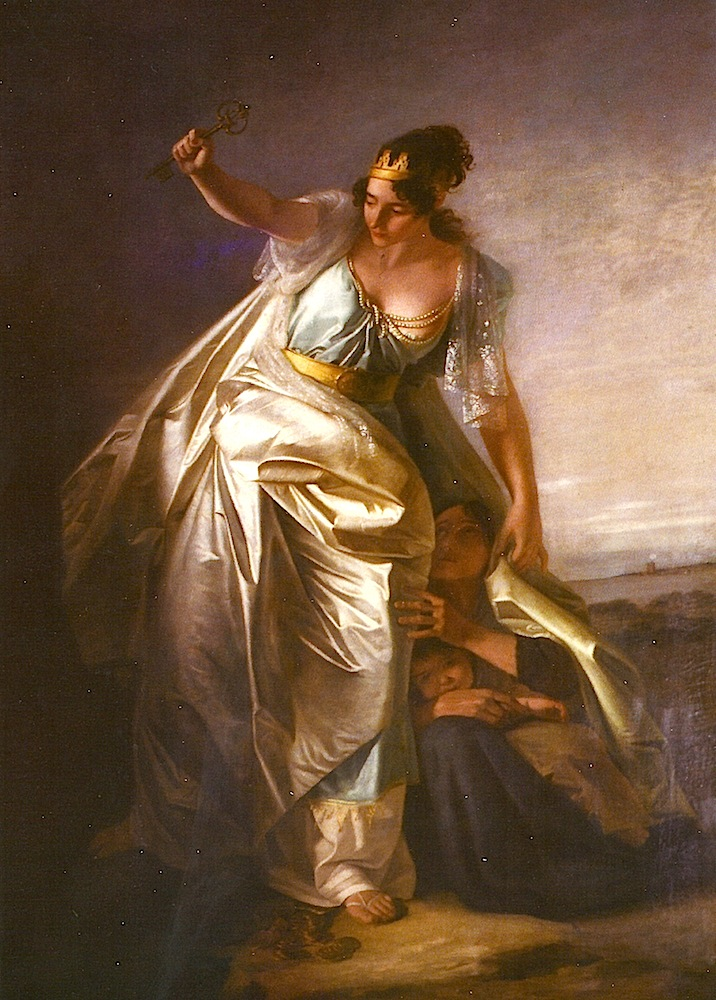
Lisboa protegendo os seus habitantes, 1812 (Pimenta Palace)
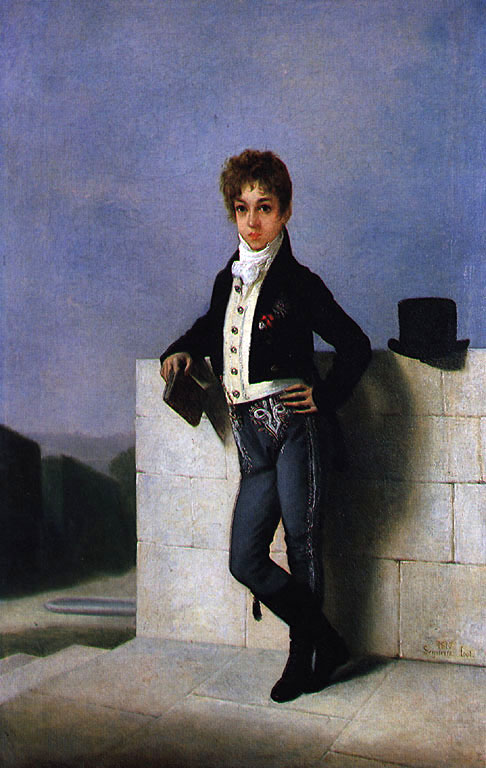
O Conde de Farrobo, 1813 (Museu Nacional de Arte Antiga)
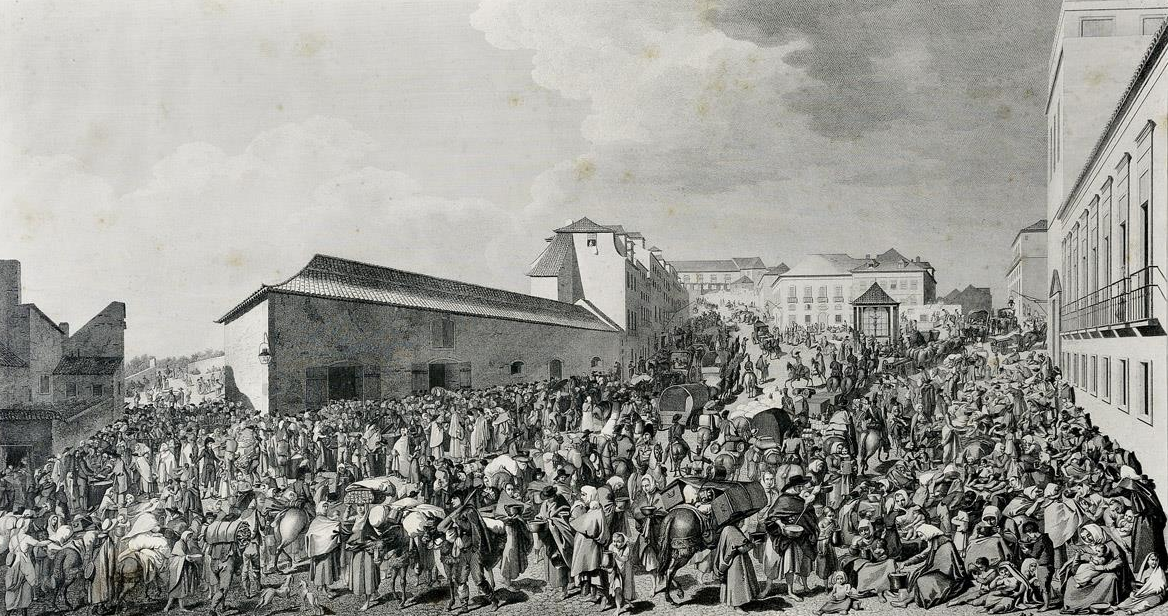
Soup Kitchen in Arroios, 1813
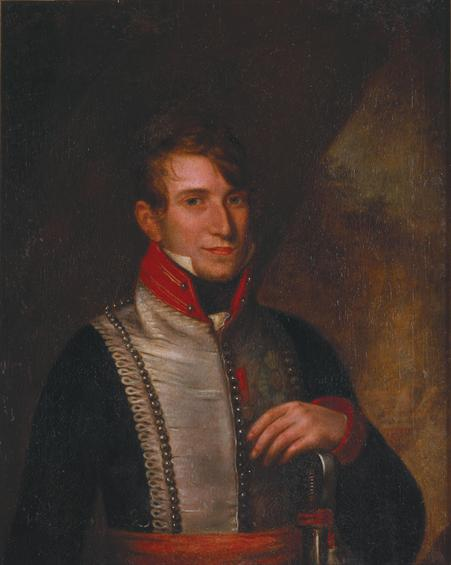
D. Pedro de Sousa Holstein, 1.º Duque de Palmela
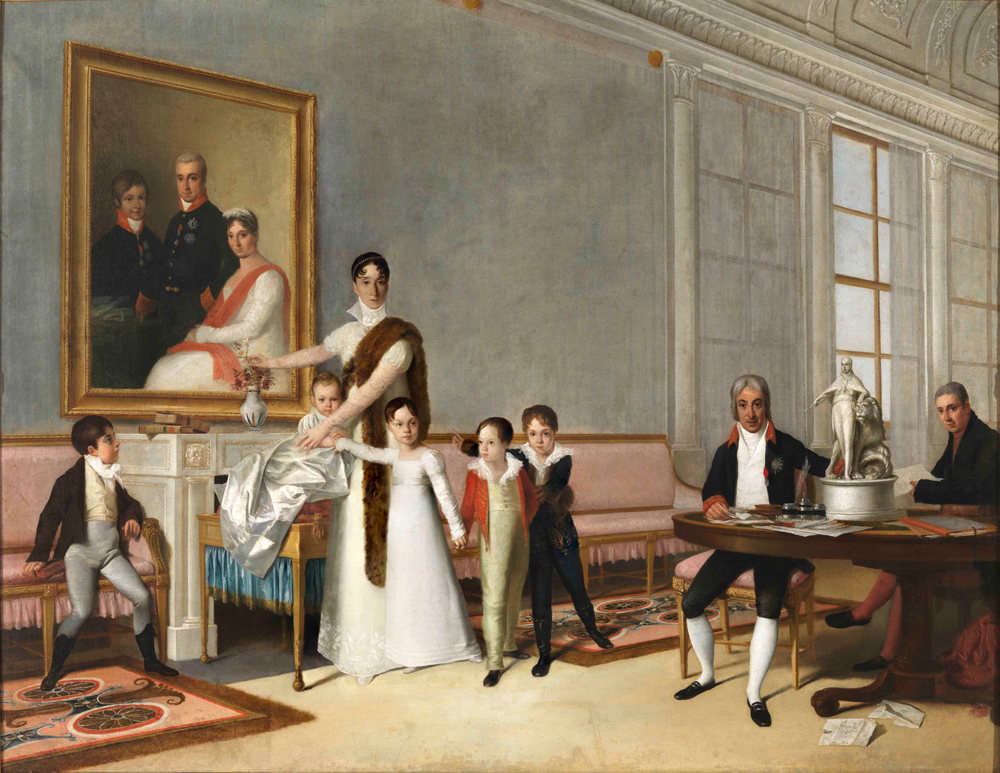
Família do Visconde de Santarém, 1816 (Museu Nacional de Arte Antiga)
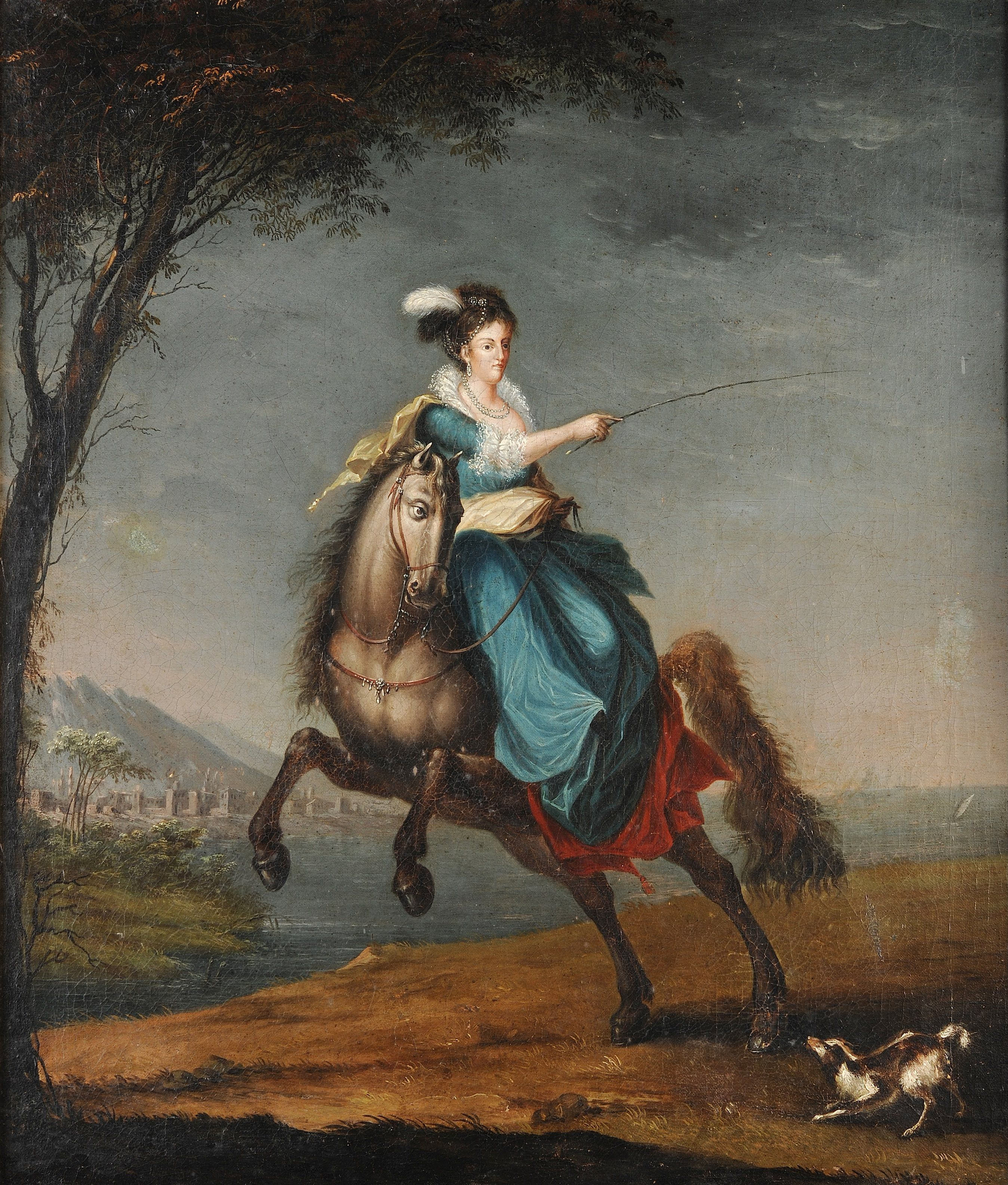
Retrato Equestre de D. Carlota Joaquina, 1817 (Museu Imperial)
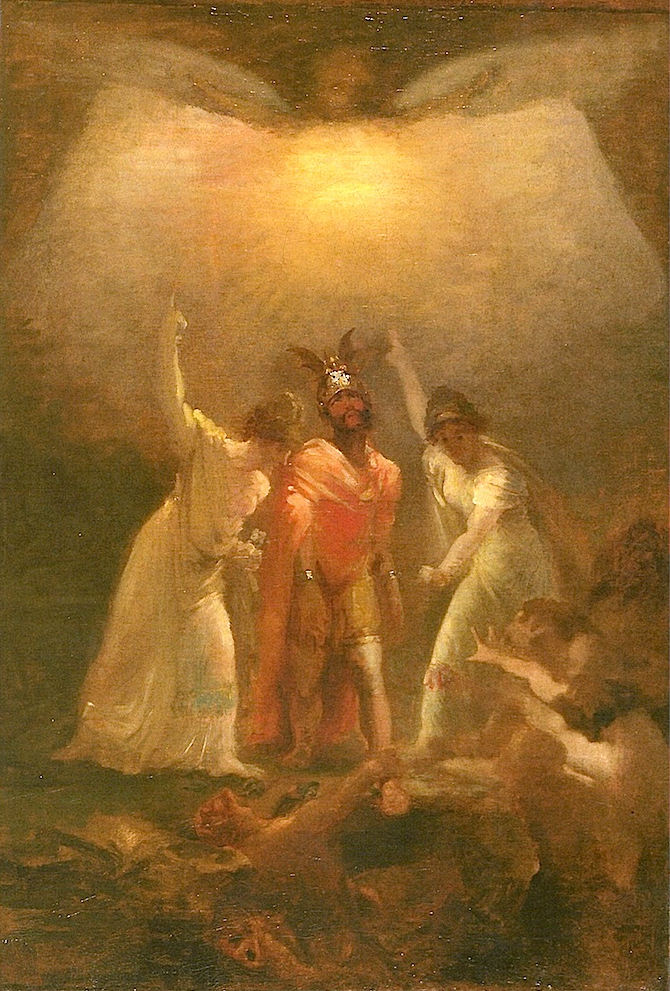
Portugal à beira do abismo, 1820
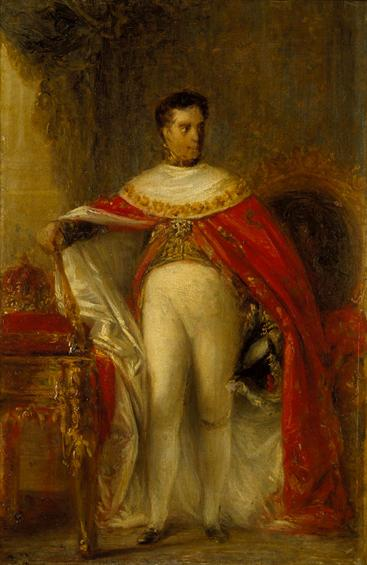
D. João VI, 1821
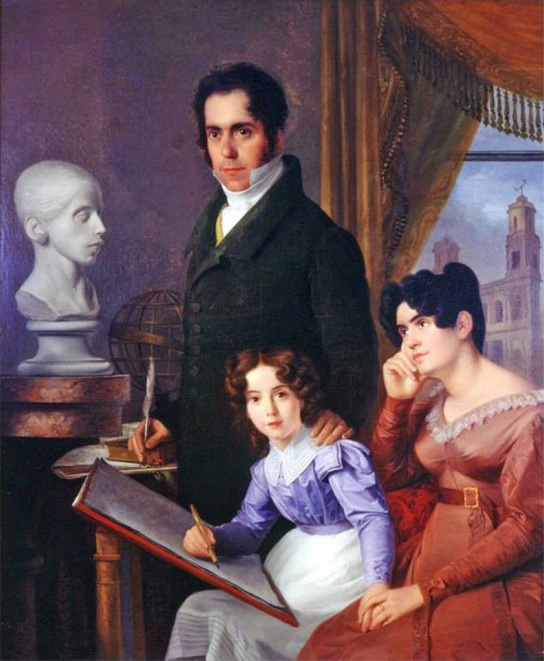
A Família Barros, 1822
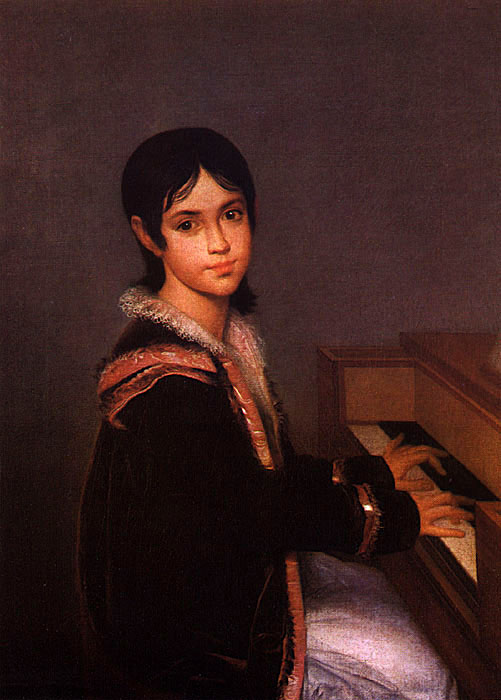
Mariana Benedita Sequeira, 1822 (Museu Nacional de Arte Antiga)
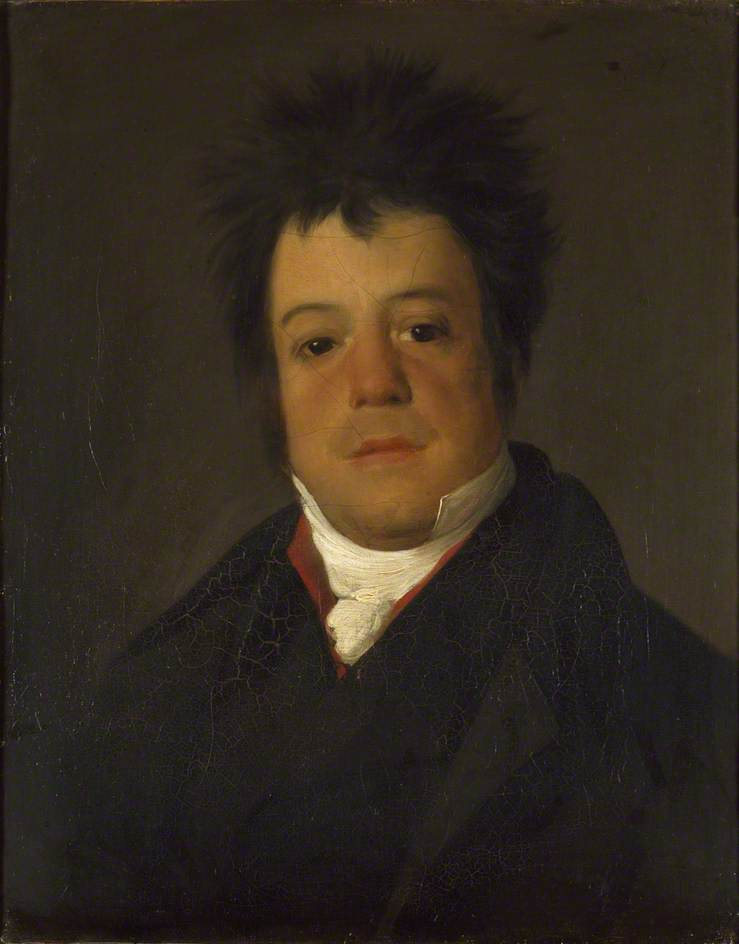
Adrião Ribeiro Neves, 1825 (Ashmolean Museum of Art and Archaeology)
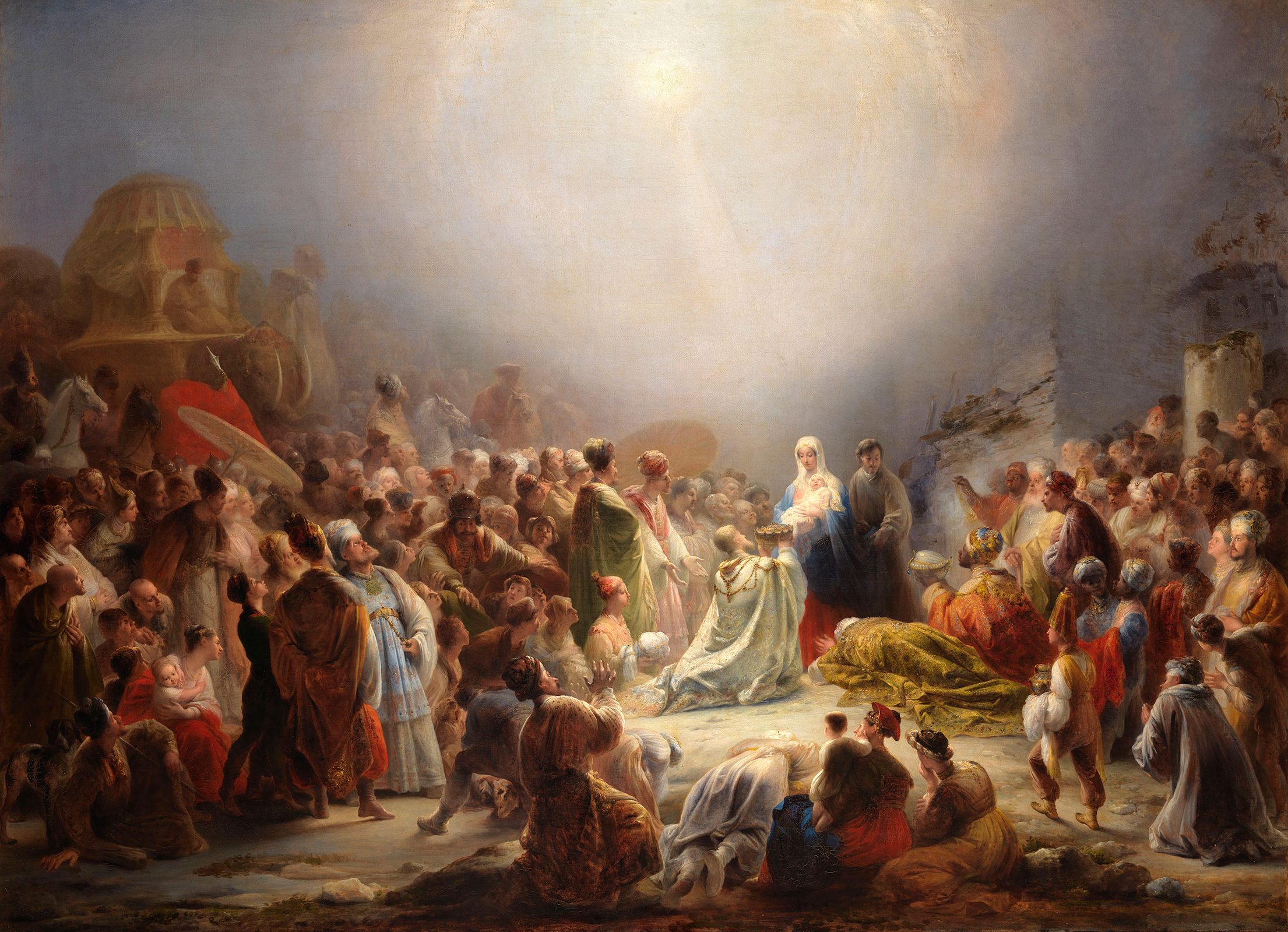
Adoração dos Magos, 1828
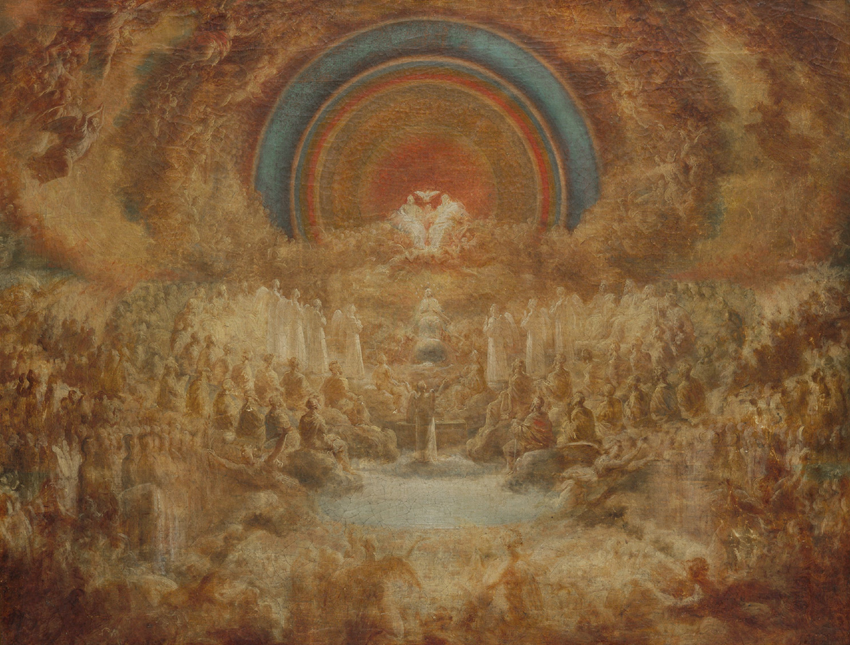
Coroação da Virgem, c. 1830 (Museu Nacional de Arte Antiga)
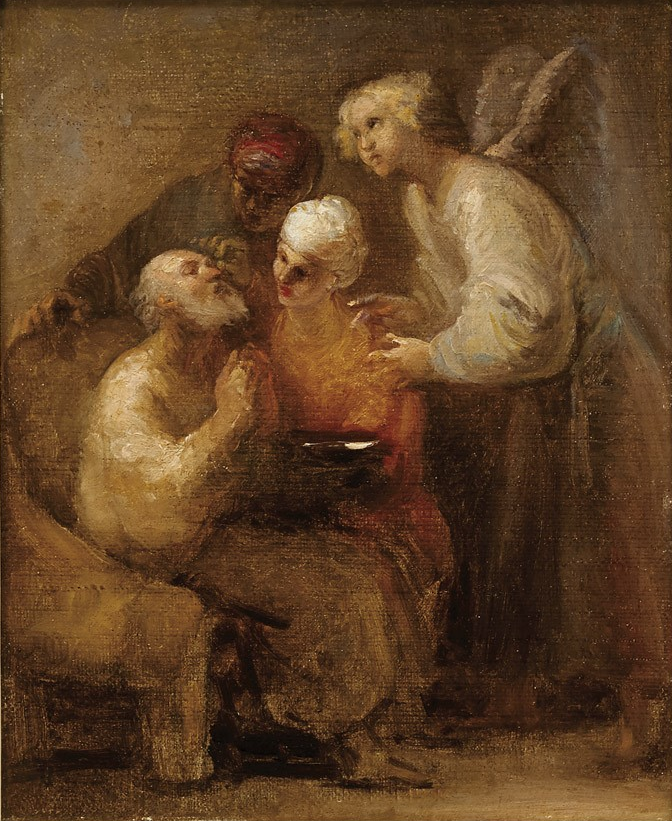
Tobias cura a cegueira de seu pai, S.D.
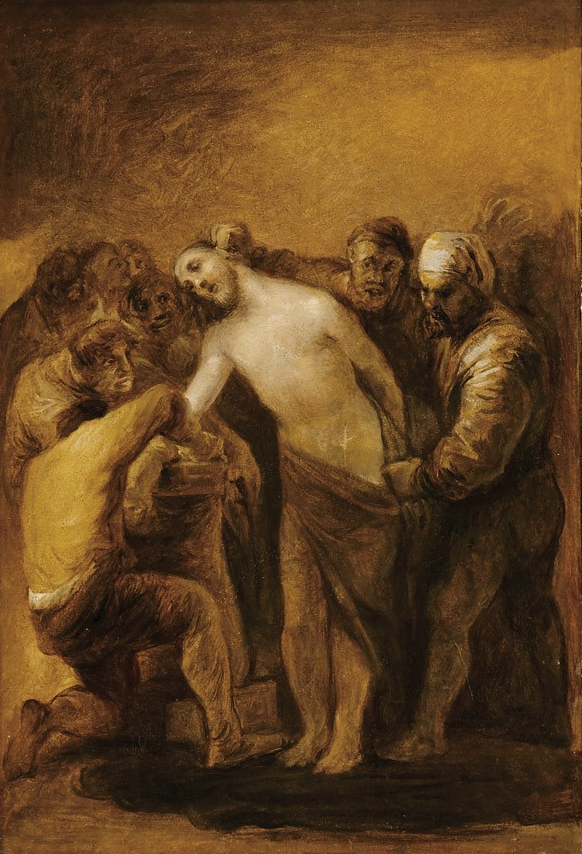
Jesus é despojado das Suas vestes, S.D.
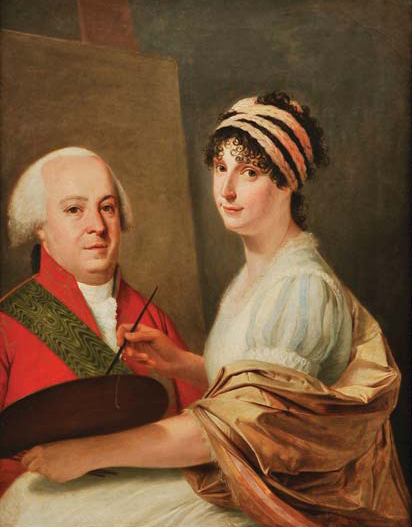
Retrato dos Condes de Linhares, S.D.
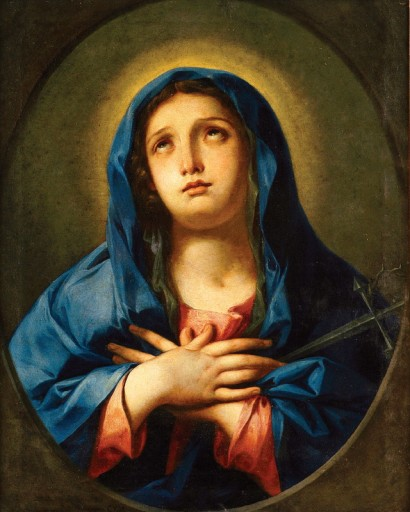
Nossa Senhora das Dores, S.D.